# Тариф

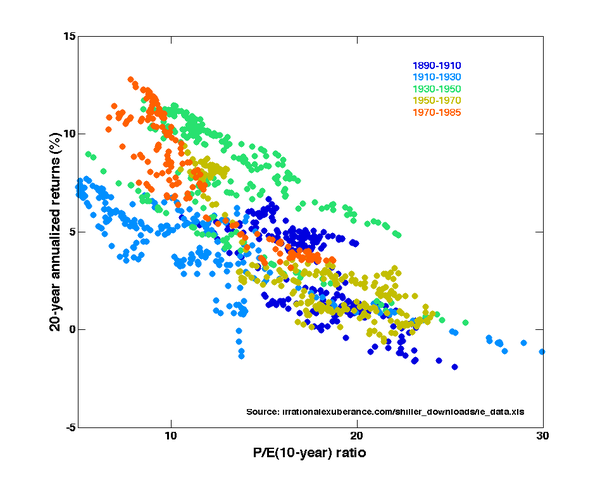
Коефіцієнти ціни та прибутку як предиктор двадцятирічної прибутковості за Шиллером

Тариф — система ставок оплати за виробничі і невиробничі послуги, які надаються населенню, компаніям, організаціям, фірмам й установам. До категорії тарифів відносять також системи ставок оплати праці.

## Походження терміна
Слово «тариф» походить від назви невеликого іспанського міста Тарифа поблизу Гібралтарскої протоки. Араби за часів володарювання над обома берегами протоки стягували в місті Тарифа за особливою таблицею збір з усіх кораблів, що проходили через протоку, відповідно до якості та кількості вантажу. З часом таблиці для стягування різного роду зборів, у тому числі й митних, стали застосовуватись і в інших країнах, і слово тариф увійшло в загальний вжиток.

## Комунальне господарство
- Тариф на електроенергію
- Тариф на теплову енергію

## Митне регулювання
- Мито
- Митний тариф
- Митний збір
- Єдиний зовнішній тариф
- Єдиний митний тариф України

## Страхування
- Страховий тариф
- Перестраховий тариф

## Трудове законодавство
- Тарифна сітка
- Тарифний розряд
- Тарифна ставка